# La Madeleine-de-Nonancourt
 La Madeleine-de-Nonancourt  là một xã thuộc tỉnh Eure trong vùng Normandie miền bắc nước Pháp.